# Приказки на Братя Грим
„Приказките на братя Грим“, първоначално издадени като „Детски и домашни приказки“ (на немски: Kinder- und Hausmärchen), е колекция от германски приказки, съставена от братята Якоб и Вилхелм Грим, публикувана за първи път на 20 декември 1812 г. Първият том от първото издание съдържа 86 истории, които са последвани от още 70 приказки, номерирани последователно, във втори том от първото издание, излязъл през 1815 г. До седмото издание през 1857 г. броят на приказки нараства до 200 приказки и 10 „детски легенди“. „Приказките на братя Грим“ се смятат за основополагащото произведение на западната детска литература и са включени в регистъра „Паметта на света“ на ЮНЕСКО.

## Състав
Първият том от първото издание е публикуван през 1812 г. и съдържа 86 истории; вторият том от 70 приказки е издаден през 1815 г. За второто издание през 1819 г. са издадени два тома, съдържащи текстовете на „Детски и домашни приказки“, а приложението е премахнато и публикувано отделно в третия том през 1822 г., общо 170 приказки. Третото издание се появява през 1837 г., четвъртото издание през 1840 г., петото издание през 1843 г., шестото издание през 1850 г. и седмото издание през 1857 г. Историите са добавяни и премахвани от едно издание на следващо, като седмото съдържа 210 приказки. Някои по-късни издания са богато илюстрирани, първо от Филип Грот Йохан, а след смъртта му през 1892 г. от немския илюстратор Робърт Лейнвебер.
Първите томове са силно критикувани, защото, въпреки че са наречени „Детски приказки“, не са смятани за подходящи за деца, както с оглед включената научна информация, така и с оглед на темата. Много промени чрез изданията – като превръщането на злата майка от първото издание в „Снежанка“ и „Хензел и Гретел“ в мащеха, вероятно са направени с оглед на такава пригодност. Джак Зипс вярва, че Грим са направили промяната в по-късните издания, защото са „считали майчинството за свещено“.
Премахнати са сексуалните препратки – като например невинния въпрос на Рапунцел защо роклята ѝ се стеснява около корема, наивно разкривайки по този начин на вещицата Готел истината за своята бременност и посещенията на принца – но в много отношения насилието, особено когато наказва злодеите, става по-разпространено.

## Популярност
Първоначалното намерение на братята за първата им книга, „Детски и домашни приказки“, е да си създадат име в света. След като публикуват първия том през 1812 г., те публикуват втори, допълнен и редактиран том през 1815 г. През 1816 г. издават том I на „Немски сказания“ (на немски: Deutsche Sagen), последван от том II през 1818 г. Книгата, която установява техния международен успех, е „Немска граматика“ на Якоб Грим от 1819 г. През 1825 г. братята публикуват своето „малко издание“ – селекция от 50 приказки, предназначени за деца, илюстрирани от брат им Лудвиг Емил Грим. Тази версия за деца преминава през десет издания в периода между 1825 и 1858 г.

## Влияние
„Детски и домашни приказки“ са включени в регистъра „Паметта на света“ на ЮНЕСКО.
Братя Грим вярват, че най-естествените и чисти форми на култура са лингвистични и основани на историята. Тяхната работа повлиява на други колекционери на народно творчество, като ги вдъхновява да събират приказки и ги кара да повярват по подобен начин, в дух на романтичен национализъм, че приказките на дадена държава са особено представителни за нея, до степен да пренебрегват междукултурното влияние. Сред повлияните от Братя Грим фолклористи са руснакът Александър Афанасиев, норвежците Питър Кристен Асбьорнсен и Йорген Му, англичанинът Джоузеф Джейкъбс и Джеремая Къртин, американец, който събира ирландски приказки. 
Уистън Хю Одън възхвалява колекцията на Братя Грим по време на Втората световна война като едно от основополагащите произведения на западната култура. Самите приказки са използвани по много начини. Адолф Хитлер ги възхвалява толкова много, че съюзниците от Втората световна война отправят предупреждения против четенето им; Хитлер смята, че историите на Братя Грим са народни приказки, показващи деца със здрави расови инстинкти, търсещи расово чисти брачни партньори; например Пепеляшка е расово чиста героиня с майка-чужденка, което принцът е способен инстинктивно да различи.
Същевременно антологията на Грим е източник на вдъхновение за множество художници и композитори. Артър Ракъм, Уолтър Крейн и Ри Крамър са сред художниците, създавали илюстрации въз основа на приказките.

## Списък
Този раздел съдържа 201 заглавия. Заглавията са от изданието от 1857 г., като някои се различават от първото издание от 1812 г. Всички издания от 1812 до 1857 г. разделят историите в два тома.

### Том 1
- „Жабокът-цар или Железният Хайнрих“[8] (Der Froschkönig oder der eiserne Heinrich)
- „Котка и мишка“[9] (Katze und Maus in Gesellschaft)
- „Дете на Божията майка“[9] (Marienkind)
- „Що е страх?“[8] или „Приказка за момъка, който тръгнал по света, за да научи що е страх“[9] (Märchen von einem, der auszog das Fürchten zu lernen)
- „Вълкът и седемте козлета“[8] (Der Wolf und die sieben jungen Geißlein)
- „Верният Йоханес“[8] (Der treue Johannes)
- „Успешна търговия“[8] или „Добра сделка“[9] (Der gute Handel)
- „Чудният музикант“[9] (Der wunderliche Spielmann)
- „Дванадесетте братя“[8] (Die zwölf Brüder)
- „Нехранимайковци“[10] (Das Lumpengesindel)
- „Братче и сестриче“[9] или „Братчето и сестричето“[11] (Brüderchen und Schwesterchen)
- „Рапунцел“[8] или „Марулка“[9] (Rapunzel)
- „Трите горски човечета“[8] (Die drei Männlein im Walde)
- „Трите предачки“[8] (Die drei Spinnerinnen)
- „Хензел и Гретел“[8] (Hänsel und Gretel)
- „Трите змийски листа“[9] или „Трите листенца на змията“[11] (Die drei Schlangenblätter)
- „Бялата змия“[8] (Die weiße Schlange)
- „Сламка, въгленче и бобче“[8] (Strohhalm, Kohle und Bohne)
- „Рибарят и неговата жена“ (Von dem Fischer und seiner Frau)
- „Храбрият шивач“[8] или „Храбрият млад шивач“[10] (Das tapfere Schneiderlein)
- „Пепеляшка“[8] (Aschenputtel)
- „Гатанката“[9] (Das Rätsel)
- „За мишлето, птичето и пържената наденичкаЗ[9]а мишлето, птичето и пържената наденичка“ (Von dem Mäuschen, Vögelchen und der Bratwurst)
- „Баба Хола“[8] или „Госпожа Хола“[11] (Frau Holle)
- „Седемте гарвана“[9] (Die sieben Raben)
- „Червената шапчица“[10] (Rotkäppchen)
- „Бременските музиканти“[8] или „Бременските градски музиканти“[10] (Die Bremer Stadtmusikanten)
- „Пеещата кост“ (Der singende Knochen)
- „Дяволът с трите златни косъма“[8] или „Дяволът и трите златни косъма“[10] (Der Teufel mit den drei goldenen Haaren)
- „Въшката и бълхата“ (Läuschen und Flöhchen)
- „Безръкото момиче“[8] (Das Mädchen ohne Hände)
- „Умният Ханс“ (Der gescheite Hans)
- „Трите езика“ (Die drei Sprachen)
- „Умната Елза“[8] (Die kluge Else)
- „Шивачът на небето“ (Der Schneider im Himmel)
- „Сложи-масичка, златното магаре и скочи-тояга“[8] (Tischchen deck dich, Goldesel und Knüppel aus dem Sack, също известна само като Tischlein, deck dich!)
- „Палечко“[8] (Daumesdick)
- „Сватбата на госпожа Лисица“ (Die Hochzeit der Frau Füchsin)
- „Домашните духчета“[8] или „Обущарят и джуждетата“[10] (Die Wichtelmänner)
- „Младоженецът разбойник“[8] (Der Räuberbräutigam)
- „Господин Корбес“ (Herr Korbes)
- „Кръстникът“[8] (Der Herr Gevatter)
- „Госпожа Труде“ (Frau Trude)
- „Кръстник Смърт“ (Der Gevatter Tod)
- „Странстванията на Палечко“[8] (Daumerlings Wanderschaft)
- „Птицата на Фичер“ (Fitchers Vogel)
- „Хвойновият храст“ (Von dem Machandelboom)
- „Старото куче“[8] (Der alte Sultan)
- „Шестте лебеда“[8] (Die sechs Schwäne)
- „Спящата красавица“[8] (Dornröschen)
- „Фогелфинден“[8] (Fundevogel)
- „Цар Дроздобрад“[8] (König Drosselbart)
- „Снежанка“[8] (Schneewittchen)
- „Торбата, шапчицата и рогчето“ (Der Ranzen, das Hütlein und das Hörnlein)
- „Румпелщилцхен“[8] (Rumpelstilzchen)
- „Любимият Роланд“ (Der Liebste Roland)
- „Златната птица“[8] (Der goldene Vogel)
- „Кучето и врабчето“ (Der Hund und der Sperling)
- „Фридер и Катерлизхен“[8] или „Мъжленце и женичка“[10] (Der Frieder und das Katherlieschen)
- „Двамата братя“[8] (Die zwei Brüder)
- „Селянчето“ (Das Bürle)
- „Царицата на пчелите“[8] (Die Bienenkönigin)
- „Трите пера“ (Die drei Federn)
- „Златната гъска“[8] (Die goldene Gans)
- „Пъстрокожка“[8] (Allerleirauh)
- „Булката на заека“ (Häsichenbraut)
- „Дванадесетте ловеца“ (Die zwölf Jäger)
- „Крадецът и неговият господар“ (De Gaudeif un sien Meester)
- Паметник на братя Грим на пазара в Ханау, провинция Хесен, Германия„Йоринда и Йорингел“[8] (Jorinde und Joringel)
- „Тримата щастливци“[8] (Die drei Glückskinder)
- „Шестима по целия свят“ (Sechse kommen durch die ganze Welt)
- „Вълк и човек“[8] (Der Wolf und der Mensch)
- „Вълкът и лисицата“ (Der Wolf und der Fuchs)
- „Лисицата и кумицата“[8] (Der Fuchs und die Frau Gevatterin)
- „Лисицата и котката“[10] (Der Fuchs und die Katze)
- „Карамфилът“ (Die Nelke)
- „Умницата Грета"[8] (Das kluge Gretel)
- „Старият дядо и внучето“[8] (Der alte Großvater und der Enkel)
- „Русалката“ (Die Wassernixe)
- „Смъртта на кокошчицата“ (Von dem Tode des Hühnchens)
- „Забавният брат“ (Bruder Lustig)
- „Залагащият Хензел“ (De Spielhansl)
- „Щастливият Ханс“[10] (Hans im Glück)
- „Ханс се жени“ (Hans heiratet)
- „Златните деца“[8] (Die Goldkinder)
- „Лисицата и гъските“ (Der Fuchs und die Gänse)

### Том 2
- „Бедняк и богаташ“[8] (Der Arme und der Reiche)
- „Пеещата подскачаща чучулига“ (Das singende springende Löweneckerchen)
- „Гъсарката“[8] (Die Gänsemagd)
- „Младият великан“[8] (Der junge Riese)
- „Гномът“ (Dat Erdmänneken)
- „Кралят от златната планина“ (Der König vom goldenen Berg
- „Гарванът“ (Die Raben)
- „Умната дъщеря на селянина“[8] (Die kluge Bauerntochter)
- „Старият Хилдебранд“[8] (Der alte Hildebrand)
- „Трите пиленца“ (De drei Vügelkens)
- „Животворната вода“[8] (Das Wasser des Lebens)
- „Доктор Всезнайко“[8] (Doktor Allwissend)
- „Духът в бутилката“[8] (Der Geist im Glas)
- „Мръсният брат на дявола“[8] (Des Teufels rußiger Bruder)
- „Мечата кожа“ (Bärenhäuter)
- „Върбата и мечката“ (Der Zaunkönig und der Bär)
- „Сладката  каша“ (Der süße Brei)
- „Мъдреците“ (Die klugen Leute)
- „Приказка за жабока“ (Märchen von der Unke)
- „Бедният мелничарски чирак и котенцето“[8] (Der arme Müllerbursch und das Kätzchen)
- „Двамата странници“[8] (Die beiden Wanderer)
- „Ханс, моят таралеж“ (Hans mein Igel)
- „Плащеницата“ (Das Totenhemdchen)
- „Евреин след тръните“ (Der Jude im Dorn)
- „Сръчният ловец“ (Der gelernte Jäger)
- „Млатилото от небето“ (Der Dreschflegel vom Himmel)
- „Децата на двамата крале“ (Die beiden Königskinder)
- „Умният шивач“[8] (Vom klugen Schneiderlein)
- „Яркото слънце изважда истината наява“ (Die klare Sonne bringt's an den Tag)
- „Синята светлина“[8] (Das blaue Licht)
- „Инатливото дете“ (Das eigensinnige Kind)
- „Тримата военни хирурзи“ (Die drei Feldscherer)
- „Седмината шваби“ (Die sieben Schwaben)
- „Тримата калфи“[8] (Die drei Handwerksburschen)
- „Безстрашният принц“[8] (Der Königssohn, der sich vor nichts fürchtete)
- „Магарешката салата“[8] (Der Krautesel)
- „Старицата в гората“ (Die Alte im Wald)
- „Тримата братя“ (Die drei Brüder)
- „Дяволът и неговата баба“[8] (Der Teufel und seine Großmutter)
- „Фердинанд Верният и Фердинанд Неверният“ (Ferenand getrü und Ferenand ungetrü)
- „Желязната печка“[8] (Der Eisenofen)
- „Мързеливата предачка“ (Die faule Spinnerin)
- „Четиримата изкусни братя“[8] (Die vier kunstreichen Brüder)
- „Едноочка, Двуочка и Триочка“ (Einäuglein, Zweiäuglein und Dreiäuglein)
- „Хубавата Катринелия и Пиф Паф Полтри“[11] (Die schöne Katrinelje und Pif Paf Poltrie)
- „Лисицата и конят“ (Der Fuchs und das Pferd)
- „Скъсаните пантофки“[8] (Die zertanzten Schuhe)
- „Шестимата слуги“[8] (Die sechs Diener)
- „Бялата и черната булка“ (Die weiße und die schwarze Braut):
- „Железният Ханс“[10] (Eisenhans)
- „Трите черни принцеси“ (De drei schwatten Prinzessinnen)
- „Кноист и неговите трима сина“ (Knoist un sine dre Sühne)
- „Прислужницата на Бракел“ (Dat Mäken von Brakel)
- „Моето домакинство“ (Das Hausgesinde)
- „Агънцето и рибката“[8] (Das Lämmchen und das Fischchen)
- „Планината Симели“ (Simeliberg)
- „На път“ (Up Reisen gohn)
- „Магаренцето“ (Das Eselein)
- „Неблагодарният син“[8] (Der undankbare Sohn)
- „Ряпата“ (Die Rübe)
- „Подмладеният старец“ (Das junggeglühte Männlein)
- „Божиите и дяволските създания“ (Des Herrn und des Teufels Getier)
- „Стъблото“ (Der Hahnenbalken)
- „Старата просякиня“ (Die alte Bettelfrau)
- „Тримата мързеливци“ (Die drei Faulen)
- „Дванадесетимата мързеливи слуги“ (Die zwölf faulen Knechte)
- „Овчарчето“ (Das Hirtenbüblein)
- „Звездните талери“ (Die Sterntaler)
- „Откраднатите хелери“ (Der gestohlene Heller)
- „Сгледа“[8] (Die Brautschau)
- „Ленените валма“[8] (Die Schlickerlinge)
- „Врабецът и неговите четири деца“ (Der Sperling und seine vier Kinder)
- „В страната на небивалиците“[11] (Das Märchen vom Schlaraffenland)
- „Небивалиците на Дитмар“[11] (Das dietmarsische Lügenmärchen)
- „Приказка за гатанката“ (Rätselmärchen)
- „Белоснежка и Червенорозка“[8] (Schneeweißchen und Rosenrot)
- „Умният слуга“ (Der kluge Knecht)
- „Стъкленият ковчег“ (Der gläserne Sarg)
- „Ленивият Ханс“[8] (Der faule Heinz)
- „Грифонът“ (Der Vogel Greif)
- „Силният Ханс“[8] (Der starke Hans)
- „Селянинът на небето“ (Das Bürle im Himmel)
- „Мършавата Лиза“ (Die hagere Liese)
- „Горската къща“[8] (Das Waldhaus)
- „Любов и мъка по равно“[8] (Lieb und Leid teilen)
- „Върбата“ (Der Zaunkönig)
- „Подметката“ (Die Scholle): KHM 172
- „Горчивината и удодът“ (Rohrdommel und Wiedehopf)
- „Совата“[8] (Die Eule)
- „Луната“[8] (Der Mond)
- „Продължителността на живота“ (Die Lebenszeit)
- „Пратениците на смъртта“ (Die Boten des Todes)
- „Майстор Пфрим“[8] (Meister Pfriem)
- „Гъсарката на кладенеца“[8] (Die Gänsehirtin am Brunnen)
- „Различните деца на Ева“ (Die ungleichen Kinder Evas)
- „Русалката“[8] (Die Nixe im Teich)
- „Даровете на малките човечета“[8] (Die Geschenke des kleinen Volkes)
- „Великанът и шивачът“[11] (Der Riese und der Schneider)
- „Клинецът“[8] (Der Nagel)
- „Бедното момче в гроба“[11] (Der arme Junge im Grab)
- „Истинската булка“ (Die wahre Braut)
- „Заекът и таралежът“[11] (Der Hase und der Igel)
- „Вретено, совалка и игла“[11] (Spindel, Weberschiffchen und Nadel)
- „Селянинът и дяволът“[8] (Der Bauer und der Teufel)
- „Трохите на масата“ (Die Brosamen auf dem Tisch)
- „Морското свинче“[8] (Das Meerhäschen)
- „Майстор крадец“[11] (Der Meisterdieb)
- „Барабанчикът“[10] (Der Trommler)
- „Ухото на царевицата“ (Die Kornähre)
- „Гробната могила“ (Der Grabhügel)
- „Старият Ринкранк“ (Oll Rinkrank)
- „Кристалната топка“[10] (Die Kristallkugel)
- „Девойката Малена“ (Jungfrau Maleen)
- „Ботуши от биволска кожа“ (Der Stiefel von Büffelleder)
- „Златното ключе“ (Der goldene Schlüssel)

- „Свети Йосиф в гората“ (Der heilige Joseph im Walde)
- „Дванадесетте апостоли“ (Die zwölf Apostel)
- „Розата“ (Die Rose)
- „Бедността и смирението водят до рая“ (Armut und Demut führen zum Himmel)
- „Божествената манна“ (Gottes Speise)
- „Трите зелени клонки“ (Die drei grünen Zweige)
- „Чашката на Богородица“ (Muttergottesgläschen)
- „Старата майчица“ (Das alte Mütterchen)
- „Небесната сватба“ (Die himmlische Hochzeit)
- „Лесковата пръчка“ (Die Haselrute)

### Приказки, отпаднали от последното издание
- „Славеят и слепият червей“ (Von der Nachtigall und der Blindschleiche)
- „Ръката с ножът“ (Die Hand mit dem Messer)
- „Господин Готов“ (Herr Fix und Fertig)
- „Как децата си играеха на клане“ (Wie Kinder Schlachtens miteinander gespielt haben)
- „Смъртта и гъсарят“ (Der Tod und der Gänsehirt)
- „Котаракът в чизми“[11] (Der gestiefelte Kater)
- „Разказващите звезди на Хансен“ (Hansen Trine)
- „Раницата, шапчицата и рогчето“[8] (Von der Serviette, dem Tornister, dem Kanonenhütlein und dem Horn)
- „Странната гостоприемниа“ (Die wunderliche Gasterei)
- „Глупавият Ханс“ (Hans Dumm)
- „Принцът лебед“ (Prinz Schwan)
- „Златното яйце“ (Das Goldei)
- „История за шивачът, който забогатя бързо“ (Von dem Schneider, der bald reich wurde)
- „Синята брада“ (Blaubart)
- „Приказка за глупака“ (under the title Von dem Dummling)
- „Джуджето, лисицата и принцесата“ (Hurleburlebutz)
- „Красавицата и Звяра“ (Von dem Sommer- und Wintergarten)
- „Окерло“ (Der Okerlo)
- „Принцеса Мишекожка“ (Prinzessin Mäusehaut)
- „Крушата не иска да падне“ (Das Birnli will nit fallen)
- „Замъкът на смъртта“ (Das Mörderschloss)
- „Изворът Йоханес и изворът Каспар“ (Von Johannes-Wassersprung und Caspar-Wassersprung)
- „Фениксът“ (Vogel Phönix)
- „Дърводелецът и стругарят“ (Vom Schreiner und Drechsler)
- „Ковачът и дяволът“ (Der Schmied und der Teufel)
- „Трите сестри“[8] (Die drei Schwestern)
- „Свекървата“ (Die Schwiegermutter)
- „Снежното цвете“ (Schneeblume)
- „Принцесата с въшката“ (Prinzessin mit der Laus)
- „Принц Йоханес“ (Vom Prinz Johannes)
- „Добрият парцал“ (Der gute Lappen)
- „Принцът жабок“ (Der Froschprinz)
- „Верните животни“[8] (Die treuen Tiere)
- „Враните“ (Die Krähen)
- „Мързеливият и трудолюбивият“ (Der Faule und der Fleißige)
- „Дългоноско“ (Die lange Nase)
- „Лъвът и жабата“ (Der Löwe und der Frosch)
- „Войникът и дърводелецът“ (Der Soldat und der Schreiner)
- „Гладуващите деца“ (Die Kinder in Hungersnot)
- „Света Скръб“ (Die heilige Frau Kummernis)
- „Нещастието“ (Das Unglück)
- „Принцесата и граховото зърно“ (Die Erbsenprobe)
- „Разбойникът и неговите синове“[8] (Der Räuber und seine Söhne)

## В България
В България оригиналните „Детски и домашни приказки“ (първи и втори том на първото издание) са издадени за първи път през 2016 г. в превод на Слави Ганев, от изд. Deja Book.